# Crematory
Crematory — колектив з Мангайму (Німеччина) що грає готичний та дез-дум метал.

## Історія
Гурт отримав своє визнання в середині 1990-х після гастролів з My Dying Bride, Tiamat та Atrocity. Починаючи з традиційного дез-металу, вони поступово перейшли до індастріал та готичного металу. Гурт отримав достатньо потужну ротацію на MTV Germany, і заробляв собі популярність на різних екстрім метал фестивалях, таких як Wacken Open Air.
Будучи активним вже близько 20 років (з невеликою перевою з 2001 до 2003 року), гурт залишається одним із найбільш тривалих музичних проєктів у стилі Готичний метал.

## Склад

### Поточні учасники
- Герард Штасс — вокал (1991–…)
- Кетрін Юліх (Ґоґер) — клавішні (1992–…)
- Джейсон Матхіас— бас-гітара, бек-вокал (2016–…)
- Маркус Юліх — ударні (1991–…)
- Тоссе Баслер — ритм-гітара, вокал (2015–…)
- Рольф Мункес — соло-гітара (2015-…)

### Колишні учасники
- Маттіас Хеклер — гітара, вокал (1998—2015)
- Марк Зіммер — бас, вокал (1991—1992)
- Гейнз Штайнгаузер — бас, вокал (1993)
- Лотар «Lotte» Форст — гітара, вокал (1991—1998)
- Харальд Гейне — бас-гітара, бек-вокал (1993—2016)

## Дискографія

### Демо записи
- Crematory (demo) (1992)

### Студійні альбоми
- Transmigration (1993)
- …Just Dreaming (1994)
- Illusions (1995)
- Crematory (Das Deutsche Album) (1996)
- Awake (1997)
- Act Seven (1999)
- Believe (2000)
- Revolution (2004)
- Klagebilder (2006)
- Pray (2008)
- Infinity (2010)[3]
- Antiserum (2014)
- Monument (2016)
- Oblivion (2018)
- Unbroken (2020)
- Inglorious Darkness (2022)
- Destination (2025)

### Live
- Live… At The Out Of The Dark Festivals (1997)
- Live Revolution (2005)
- Live in Wacken (2008)
- Black Pearls (2010)
- Live At W.O.A (2014)
- Live Inssurrection (2017)
- Live At Wacken (2022)

### Сингли, EP
- Ist Es Wahr (1996)
- Fly (1999) (maxi-single)
- Greed (2004)
- Shadowmaker (2013)
- Misunderstood (2016)
- Salvation (2018)
- Rise and Fall (2020)
- Unbroken (2020)
- Inglorious Darkness (2022)

### Збірники
- Early Years (1999)
- Remind (2001)
- Black Pearls (2010)
- Inception (2013)